# Extorsão mediante sequestro
Extorsão mediante sequestro é o sequestro praticado contra uma pessoa, com o fim de obter, para si ou para outrem, qualquer vantagem, como condição ou preço do resgate.

## Legislação penal brasileira
No Código Penal Brasileiro, o crime de extorsão mediante sequestro é punido com a pena de reclusão de 8 a 15 anos (art. 159 do Código Penal Brasileiro). Para este crime, podem existir três circunstâncias qualificadoras e uma causa de diminuição de pena, conforme os parágrafos desse artigo:
Circunstância atenuante.
1. Se o crime é cometido por quadrilha ou bando e um co-autor denunciá-lo à autoridade, facilitando a libertação do sequestrado, terá sua pena reduzida de 1/3 a 2/3.

Qualificadoras.
1. Se o sequestro dura mais de 24 horas, se o sequestrado é menor de 18 anos ou maior de 60 anos, ou se o crime é cometido por bando ou quadrilha, a pena é agravada e passa a ser de reclusão, de 12 a 20 anos.
2. Se do sequestro resultar lesão corporal de natureza grave a pena também é agravada, passando a ser de 16 a 24 anos.
3. Se resultar em morte, a pena é agravada, passando a ser de 24 a 30 anos.

Com a introdução da Lei de Crimes Hediondos (Lei 8.072 de 25 de Julho de 1990) no ordenamento jurídico brasileiro, o crime de extorsão mediante sequestro passou a ser considerado crime hediondo, o que torna-o insuscetível de anistia, graça e indulto, ou ainda de fiança.